# Santi Domenico e Sisto (diaconia)
Santi Domenico e Sisto (in latino: Diaconia Sanctorum Dominici et Sixti) è una diaconia istituita da papa Giovanni Paolo II nel 2003.

## Titolari
- Georges Cottier, O.P. (21 ottobre 2003 - 12 giugno 2014); titolo pro hac vice (12 giugno 2014 - 31 marzo 2016 deceduto)
- José Tolentino Mendonça, dal 5 ottobre 2019